# Les Moitiers-d'Allonne
Les Moitiers-d'Allonne is een gemeente in het Franse departement Manche (regio Normandië) en telt 613 inwoners (1999). De plaats maakt deel uit van het arrondissement Cherbourg-Octeville.

## Geografie
De oppervlakte van Les Moitiers-d'Allonne bedraagt 17,1 km², de bevolkingsdichtheid is 35,8 inwoners per km².
De onderstaande kaart toont de ligging van Les Moitiers-d'Allonne met de belangrijkste infrastructuur en aangrenzende gemeenten.

## Demografie
Onderstaande figuur toont het verloop van het inwonertal (bron: INSEE-tellingen).
1. ↑  Populations de référence 2022.